# Rio Hyon
Rio Hyon (japanisch 玄 理吾 Hyon Rio; * 30. Dezember  2003 in der Präfektur Hyōgo, Japan) ist ein japanischer Fußballspieler.

## Karriere
Rio Hyon erlernte das Fußballspielen in der Schulmannschaft der Shizuoka Gakuen High School. Seinen ersten Vertrag unterschrieb er am 1. Februar 2022 bei Tokushima Vortis. Der Verein aus Tokushima, einer Stadt in der Präfektur Tokushima, spielt in der zweiten japanischen Liga. Sein Profidebüt gab Rio Hyon am 17. April 2022 (10. Spieltag) im Auswärtsspiel gegen Mito Hollyhock. Hier wurde er in der 90.+3 Minute für Masaki Watai eingewechselt. Das Spiel endete 1:1. Im Juli 2024 wechselte er auf Leihbasis zu dem ebenfalls in der zweiten Liga spielenden Tochigi SC. Am Ende der Saison 2024 belegte er mit Tochigi den 18. Tabellenplatz und musste somit in die dritte Liga absteigen.